# カーボンマイクロコイル

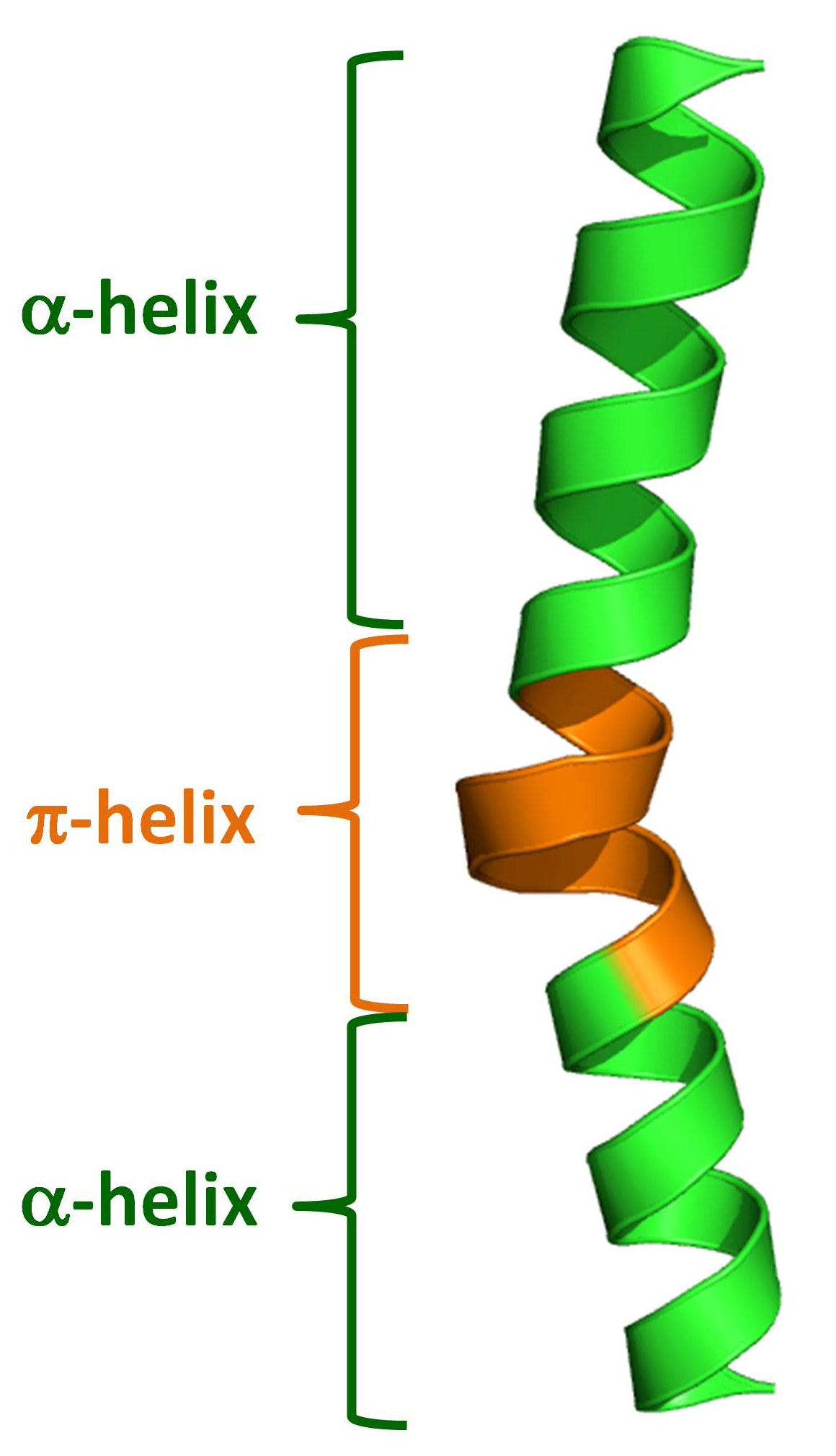
螺旋構造

カーボンマイクロコイル(
英語: Carbon Micro Coil、CMC)とは、約0.01～1μmのピッチでコイル型に巻いた炭素繊維である(ナノサイズのものはカーボンナノコイル(CNC)と呼ばれる)。電磁波を吸収する特性などを持ち、心臓ペースメーカーの保護など様々な分野への応用が期待されている。